# حكومة روسيا المؤقتة
الحكومة الروسية المؤقتة (الروسية: Временное правительство России) حكومة مؤقتة لروسيا تأسست فور تنازل نيكولاس الثاني عن العرش. كانت نية الحكومة المؤقتة تنظيم انتخابات الجمعية التأسيسية الروسية واجتماعاتها. استمرت الحكومة المؤقتة قرابة ثمانية أشهر، ولم تعد موجودة عندما تولى البلاشفة السلطة بعد ثورة أكتوبر في أكتوبر [نوفمبر، بالتوقيت الحديث] 1917. وفقًا لهارولد ويتمور ويليامز، كان تاريخ ثمانية أشهر حكمت خلالها روسيا من قبل الحكومة المؤقتة هو تاريخ الفوضى المستمرة والانحلال الممنهج للجيش.
بالنسبة لمعظم فترة الحكومة المؤقتة، لم يُحل وضع النظام الملكي. توضح ذلك أخيرًا في 1 سبتمبر [14 سبتمبر بالتوقيت الحديث]، عندما أعلِنت الجمهورية الروسية، في مرسوم وقعه كيرينسكي كرئيس وزارء-رئيس وزاروداني كوزير للعدل.

## نظرة عامة
شُكِلت الحكومة المؤقتة في بتروغراد عام 1917 من قبل اللجنة المؤقتة لمجلس الدوما. كان الدوما هو الغرفة الأكثر تمثيلا من بين المجلسين في البرلمان الروسي الذي أنشِئ بعد ثورة 1905، وقاده الأمير جورجي لفوف (1861-1925) أولًا في حقبة ما بعد القيصرية الجديدة ثم ألكسندر كيرينسكي (1881). –1970). حلت الحكومة المؤقتة محل المؤسسة الإمبراطورية لمجلس وزراء روسيا، التي ترأس أعضاؤها بعد ثورة فبراير المكتب الرئيسي للأميرالية. وفي الوقت نفسه، تنازل الإمبراطور الروسي نيكولاس الثاني (1868-1918) عن العرش في فبراير 1917 لصالح أخيه الأصغر، الدوق الأكبر مايكل (1878-1918) الذي وافق على قبولها بعد قرار الجمعية التأسيسية الروسية. لم تكن الحكومة المؤقتة قادرة على اتخاذ قرارات سياسية حاسمة بسبب الانقسامات السياسية وانهيار هياكل الدولة. ترك هذا الضعف الحكومة منفتحة على تحديات قوية من اليمين واليسار. كان الخصم الرئيسي للحكومة المؤقتة على اليسار هو سوفيات بتروغراد، وهي لجنة شيوعية استولت على المدينة الساحلية الأكثر أهمية في روسيا وحكمتها، والتي تعاونت مبدئيًا مع الحكومة في البداية، لكنها اكتسبت السيطرة تدريجيًا على الجيش الإمبراطوري، والمصانع المحلية، والسكك الحديدية الروسية. انتهت فترة التنافس على السلطة في أواخر أكتوبر 1917، عندما هزم البلاشفة وزراء الحكومة المؤقتة في الأحداث المعروفة باسم ثورة أكتوبر، ووضعوا السلطة في أيدي السوفييتات، أو المجالس العمالية، والتي قدموا دعمهم للبلاشفة بقيادة فلاديمير لينين (1870-1924) وليون تروتسكي (1879-1940). ربما ينعكس ضعف الحكومة المؤقتة بشكل أفضل في الاسم المستعار الساخر الذي أطلق على كيرينسكي: «المُقنِع الأعلى».

## التشكيل
بدأت سلطة حكومة القيصر تتفكك في 1 نوفمبر 1916، عندما هاجم بافل ميليوكوف حكومة بوريس ستورمر في مجلس الدوما. خلف ستورمر ألكسندر تريبوف ونيكولاي غوليتسين، وكلاهما تولى منصب رئيس الوزراء لبضعة أسابيع فقط. خلال ثورة فبراير، تنافست مؤسستان متناحرتان، هما مجلس الدوما الإمبراطوري وسيوفيت بتروغراد، وكلاهما يقع في قصر تاوريد، على السلطة. تنازل القيصر نيكولاس الثاني (1868-1918) عن العرش في 2 مارس [15 مارس بالتوقيت الحديث]، وأعلن ميليوكوف قرار اللجنة بتقديم الوصاية على شقيقه، الدوق الأكبر مايكل، كقيصر جديد. لم يرد الدوق الكبير مايكل أن يقبل بالوضع وأرجأ قبول السلطة الإمبراطورية إلى اليوم التالي. صُممت الحكومة المؤقتة لإجراء انتخابات للجمعية مع الحفاظ على الخدمات الحكومية الأساسية، لكن قوتها كانت محدودة بشكل فعال بسبب تنامي سلطة بتروغراد السوفيتية.